# Инициативная группа по защите прав человека в СССР
Инициативная группа по защите прав человека в СССР — первая в СССР открыто действовавшая независимая гражданская ассоциация. 
Создана в мае 1969 года в Москве по инициативе диссидентов Петра Якира и Виктора Красина. Кроме них в группу вошли: москвичи Татьяна Великанова, Наталья Горбаневская, Сергей Ковалёв, Александр Лавут, Анатолий Краснов-Левитин, Юрий Мальцев, Григорий Подъяпольский, Татьяна Ходорович и Александр Якобсон, ленинградец Владимир Борисов, харьковчанин Генрих Алтунян и киевлянин Леонид Плющ, активист крымскотатарского национального движения Мустафа Джемилев. Представляла собой авторский коллектив, готовивший тексты открытых обращений, адресованных по преимуществу в ООН и содержащих сведения о политических преследованиях в СССР. 
Почти все участники Инициативной группы подвергались разного рода преследованиям и репрессиям. Одиннадцать из пятнадцати её членов были арестованы и осуждены на различные сроки заключения в тюрьмах, трудовых лагерях и психбольницах. Восемь человек (Борисов, Горбаневская, Красин, Краснов-Левитин, Мальцев, Плющ, Ходорович и Якобсон) в разные годы были вынуждены эмигрировать из СССР.
По состоянию на 2022 год из пятнадцати участников Инициативной группы жив один — крымскотатарский правозащитник Мустафа Джемилев.